# غاري باترورث
غاري باترورث (بالإنجليزية: Garry Butterworth)‏ هو لاعب كرة قدم بريطاني، ولد في 8 يونيو 1969 في Whittlesey ‏ في المملكة المتحدة. لعب مع روشدين ودايموندز ونادي بيتربورو يونايتد ونادي فارنبوروه ونادي كيترينغ تاون ونادي كينغز لين.

## وصلات خارجية
- غاري باترورث على موقع قاعدة بيانات كرة القدم.إي يو (الإنجليزية)
- غاري باترورث على موقع Soccerbase.com (لاعب) (الإنجليزية)